# AN-M41
AN-M41 – amerykańska bomba odłamkowa wagomiaru 20 funtów. Była stosowana podczas II wojny światowej przez lotnictwo US Navy i USAAC. Przenoszona w bombach kasetowych AN-M1

## Bibliografia

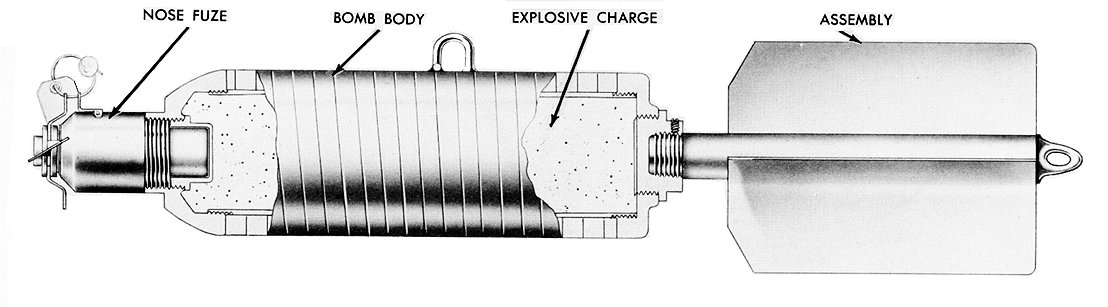
Przekrój bomby AN-M41